# Nubi nottilucenti
Le nubi nottilucenti (in inglese NoctiLucent Clouds, sigla NLC), note anche come nubi polari mesosferiche (in inglese Polar Mesospheric Clouds, sigla PMC), sono un fenomeno atmosferico nuvoloso visibile durante il crepuscolo inoltrato. Si possono osservare con maggiore frequenza nei mesi estivi a latitudini tra i 50° e il 70°, sia a nord che a sud dell'equatore. Le nubi nottilucenti sono correlate con i Minimi solari, ossia il loro numero aumenta quando diminuiscono le macchie solari e viceversa.

## Descrizione

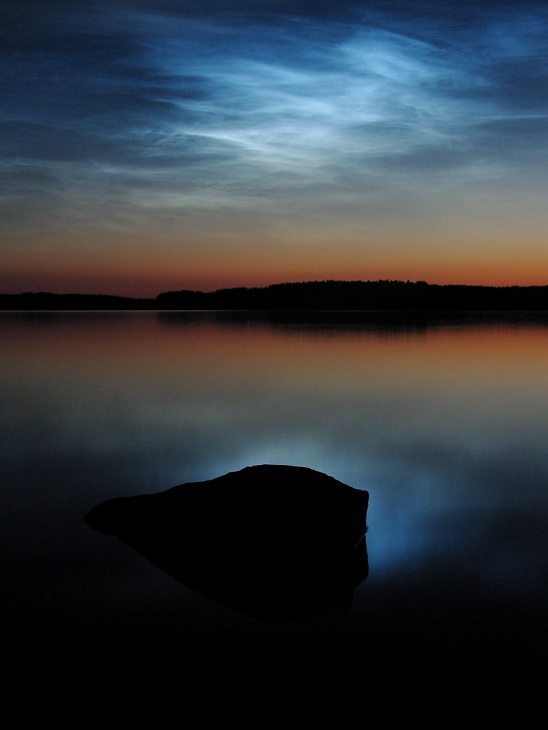
Nubi nottilucenti sopra il lago Saimaa, agosto 2003.

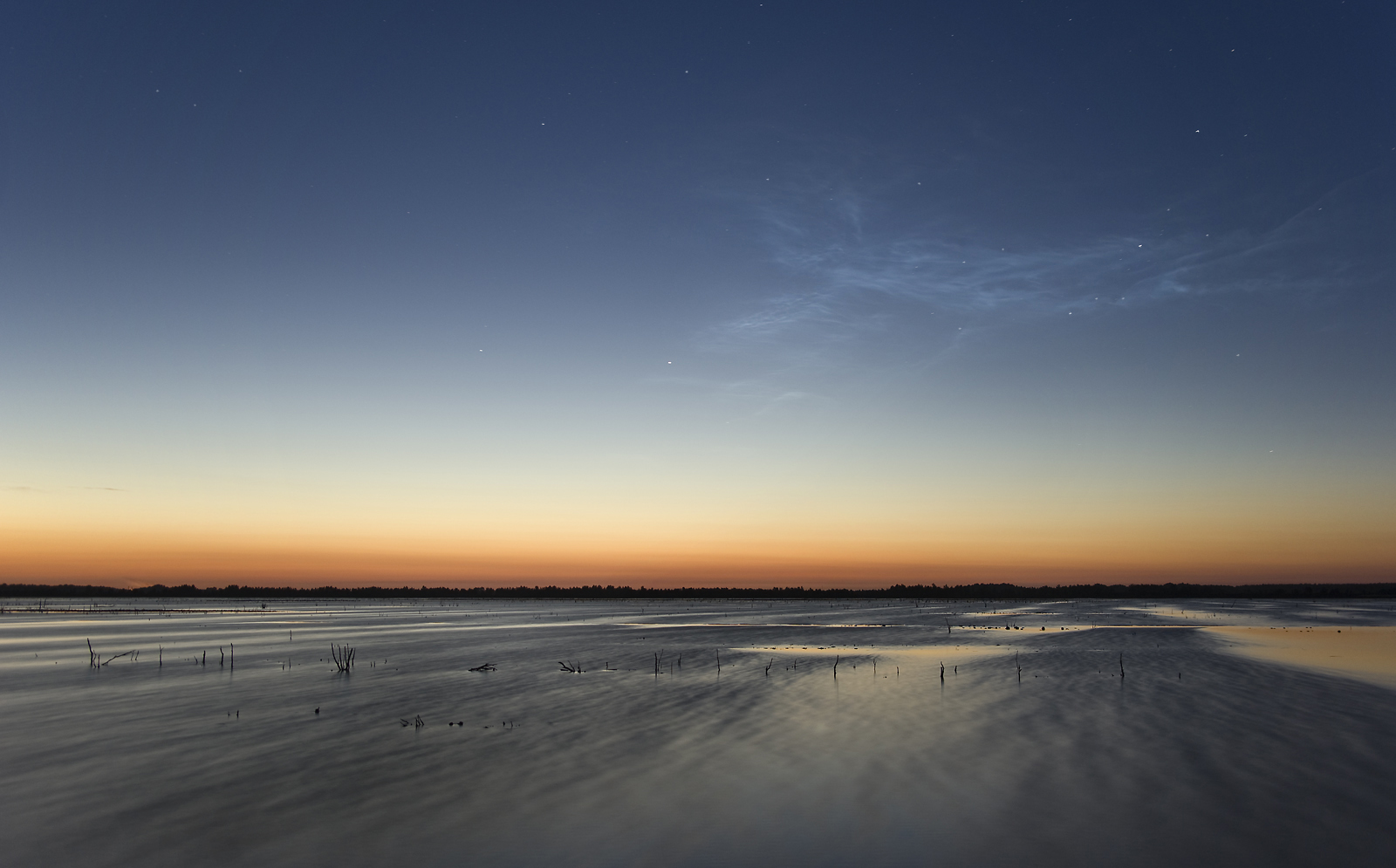
Nubi nottilucenti presso Bargerveen (Drenthe, Paesi Bassi).

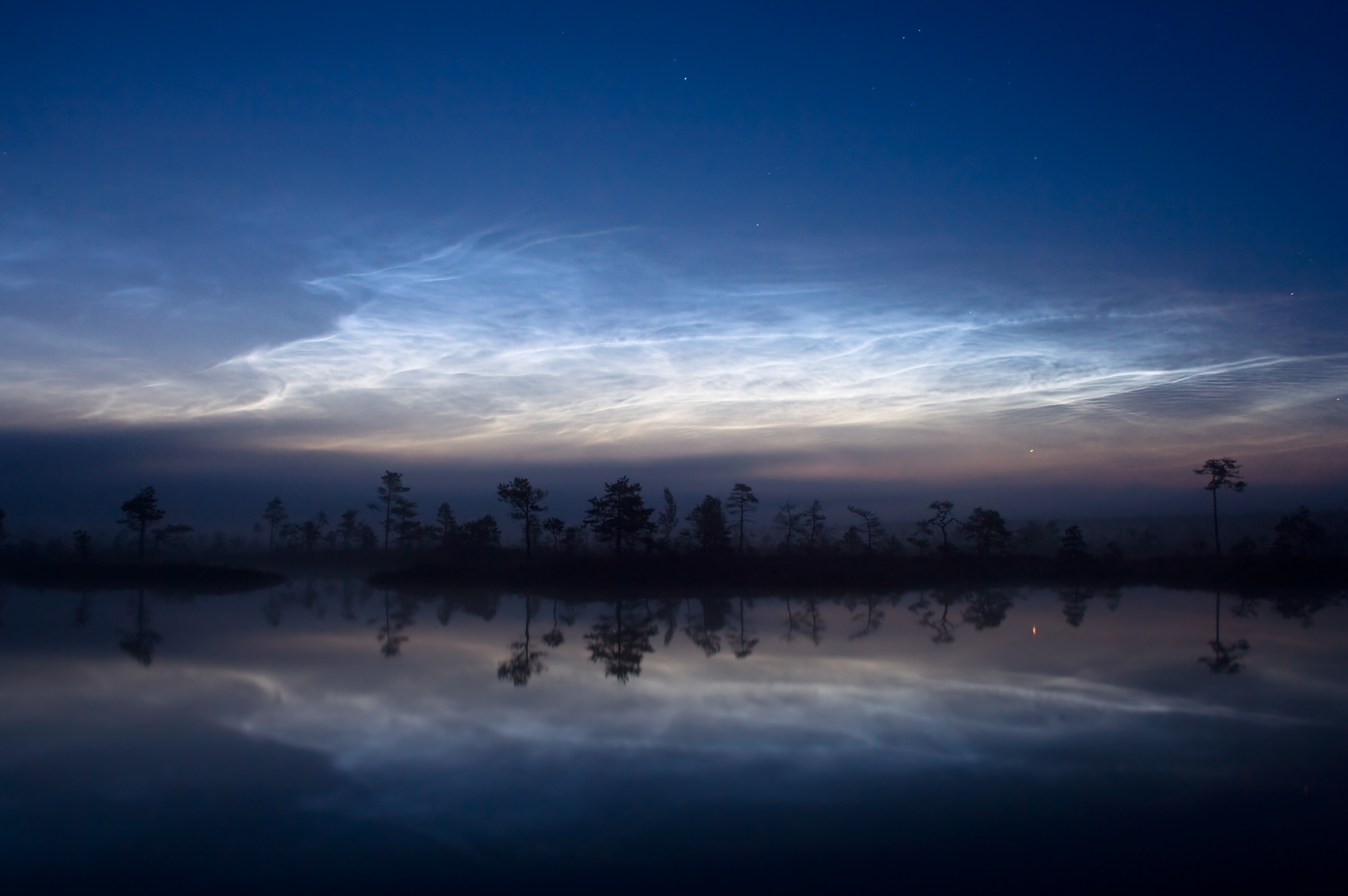
Nubi nottilucenti nel parco nazionale di Soomaa, in Estonia

Sono le nubi più alte nell'atmosfera terrestre, collocate nella mesosfera ad altitudini di circa 75-85 km, e sono visibili solamente dopo il tramonto, quando vengono illuminate dalla luce del Sole da sotto l'orizzonte, mentre gli strati più bassi dell'atmosfera sono oscurati dall'ombra terrestre, oppure quando sono troppo deboli per essere osservati. Le nubi nottilucenti sono un fenomeno meteorologico non completamente compreso. Le nubi non sono generalmente in grado di raggiungere simili altitudini, soprattutto in tali condizioni di pressione atmosferica.
Per spiegare il fenomeno in passato fu proposto che esse dovessero essere composte di ceneri vulcaniche o polveri meteoriche, ma oggi è noto che sono composte prevalentemente da cristalli di ghiaccio (dato confermato dal satellite UARS). Esse sembrano essere un fenomeno relativamente recente; la loro prima osservazione è stata registrata nel 1885, poco dopo l'eruzione del vulcano Krakatoa, ed è stato ipotizzato che possano essere collegate ai mutamenti climatici. Almeno un ricercatore, il Dr. Michael Stevens dell'United States Naval Research Laboratory, ritiene che il carburante combusto degli Space Shuttle possa contribuire alla costituzione delle nubi nottilucenti. Le immagini registrate hanno anche dimostrato che alcune nuvole di detriti generate da vari disastri spaziali sono state scambiate per nubi nottilucenti. È stato suggerito che una transizione ad un'economia basata sull'idrogeno come fonte energetica potrebbe accrescere la portata di questo fenomeno in futuro, in virtù dell'aumento delle emissioni di idrogeno libero.
Le nubi nottilucenti possono essere studiate dal suolo, dallo spazio oppure in situ utilizzando razzi sonda; difatti hanno altitudini troppo elevate per essere raggiunte dai palloni sonda. Le nubi nottilucenti furono analizzate per la prima volta dallo spazio dalla strumentazione sul satellite OGO-6 nel 1972. Più recentemente sono state studiate in modo approfondito col satellite svedese Odin, lanciato nel 2001. La missione satellitare AIM, iniziata nel 2007, è dedicata alla ricerca su tale fenomeno.
Il 28 agosto 2006, gli scienziati della missione spaziale Mars Express hanno annunciato di avere scoperto su Marte nuvole composte da diossido di carbonio simili alle nubi nottilucenti, che si estendono fino ai 100 km al di sopra della superficie del pianeta.
Si può trovare una discussione completa sulle nubi nottilucenti nel libro di Michael Gadsden & Wilfried Schröder, Noctilucent clouds, New York, Springer, 1989 e nel libro di Wilfried Schröder, Noctilucent clouds and Mesosphere, Bremen, Science Edition 2006. Schröder ha evidenziato una relazione tra i periodi di transizione stagionali nella mesosfera e la durata delle nubi nottilucenti.